# Neuer Johannisfriedhof

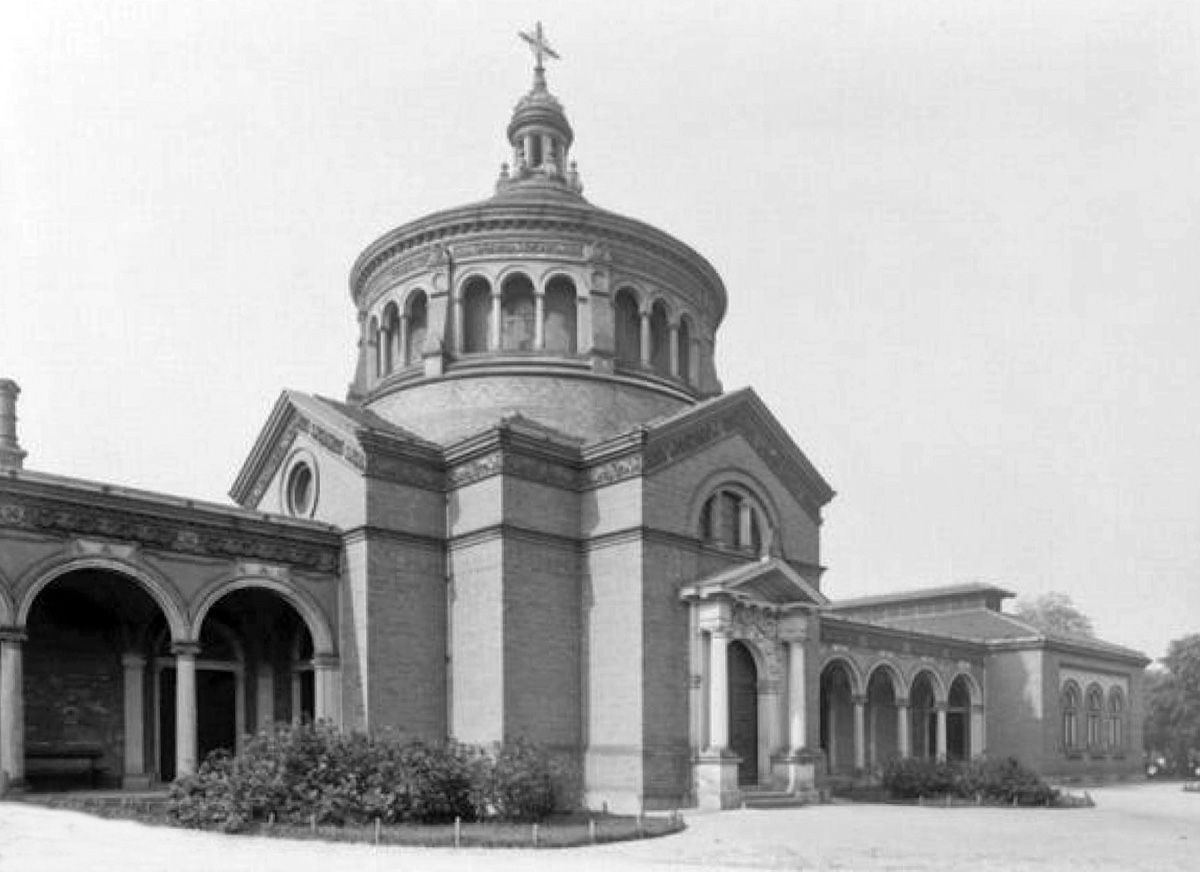
Die Trauerhalle auf dem Neuen Johannisfriedhof

O Neue Johannisfriedhof foi o segundo cemitério municipal em Leipzig. Foi utilizado de 1846 a 1950 como local de sepultamento, sendo o segundo cemitério após o Alter Johannisfriedhof. Atualmente está localizado em sua área o Friedenspark (Leipzig).

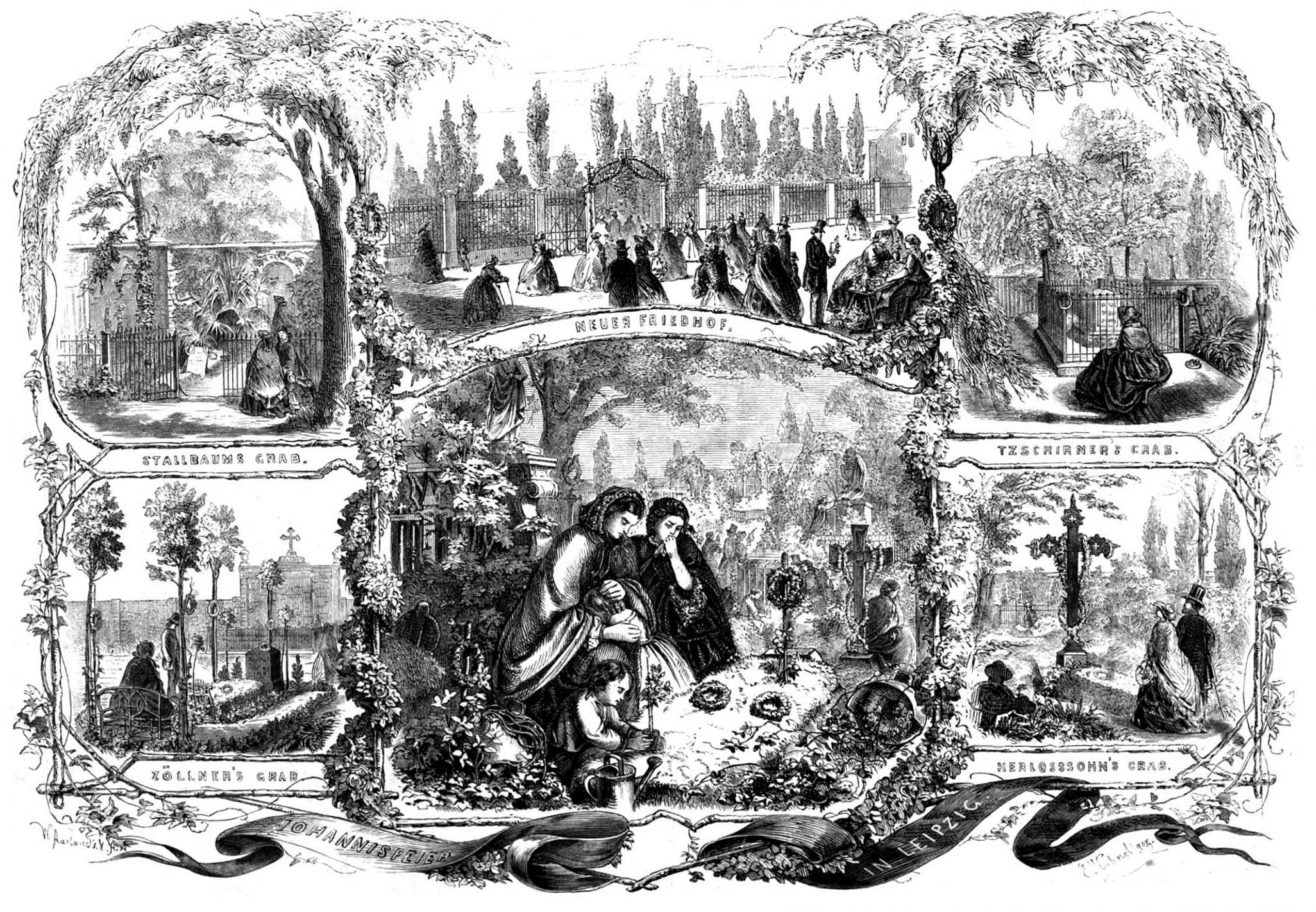
Aus Die Gartenlaube von 1861:
Sepulturas de Heinrich Gottlieb Tzschirner, Johann Gottfried Stallbaum, Karl Herloßsohn e Carl Friedrich Zöllner

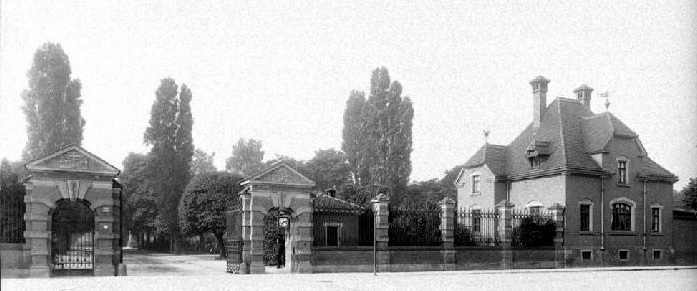
Entrada do cemitério, c. 1900

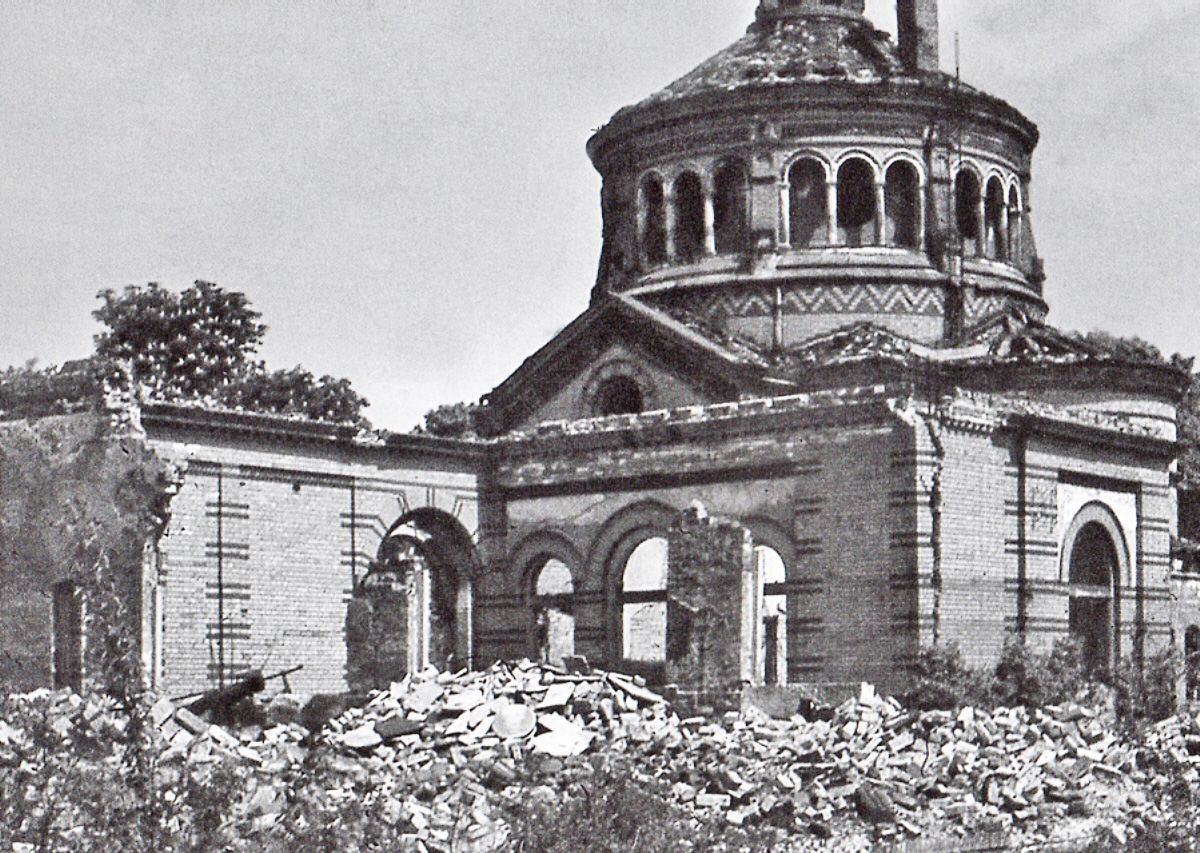
Destruição por borbardeamento na Segunda Guerra Mundial

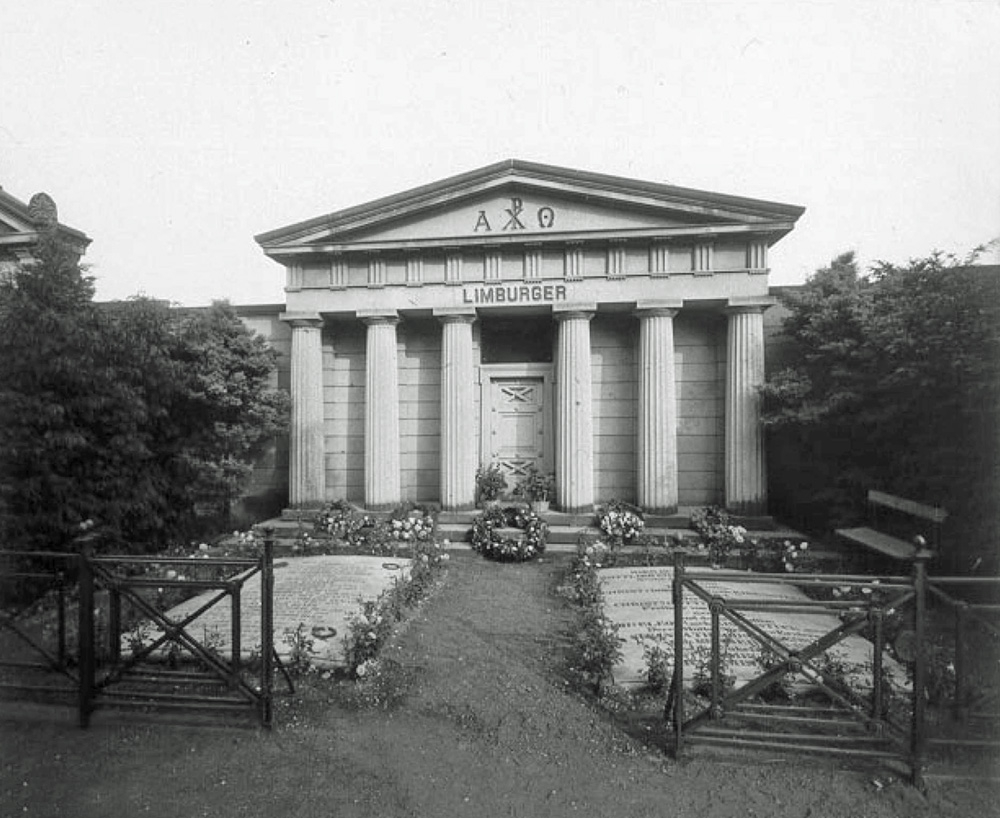
Sepultura da família Limburger
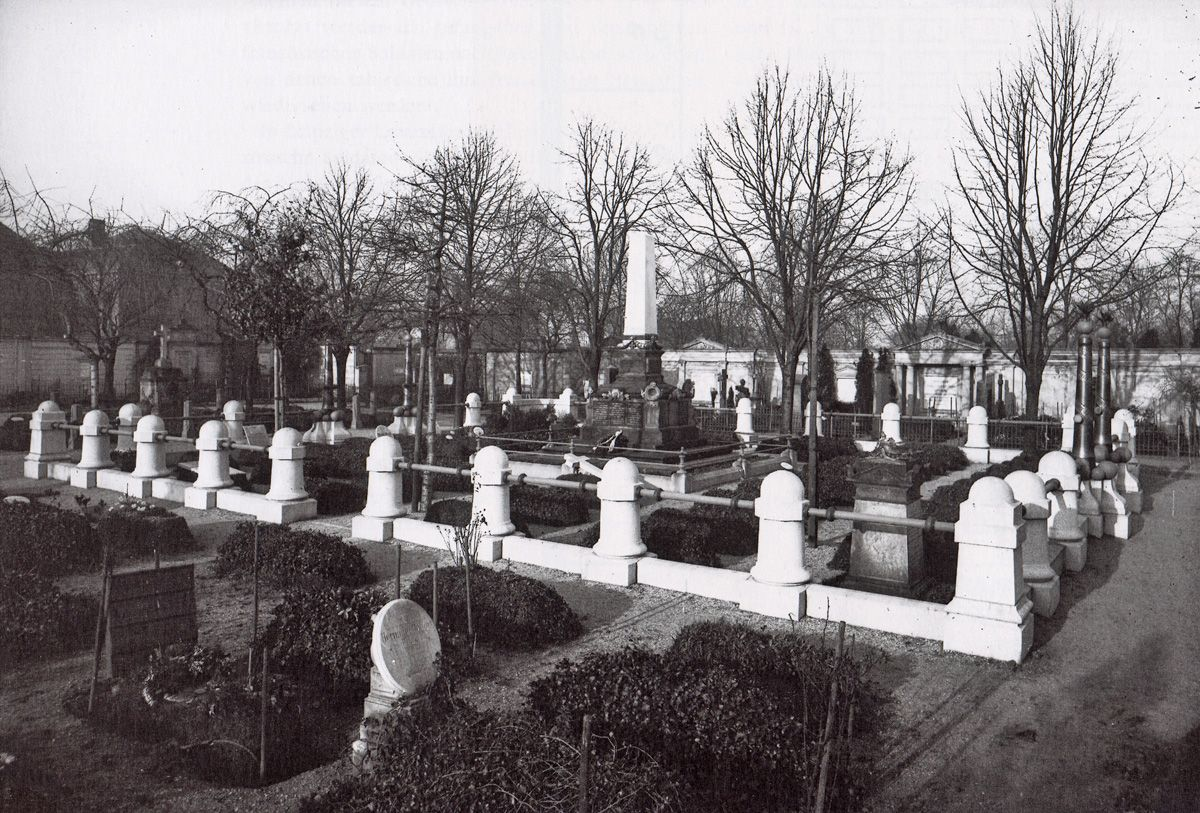
Campo de sepulturas e monumento dos caidos em 1870/1871
Sepultura de Bernhard Windscheid, ca 1900Sepultura de Bernhard Windscheid, ca 1900
Sepultamento de Auguste Schmidt 1902Sepultamento de Auguste Schmidt 1902
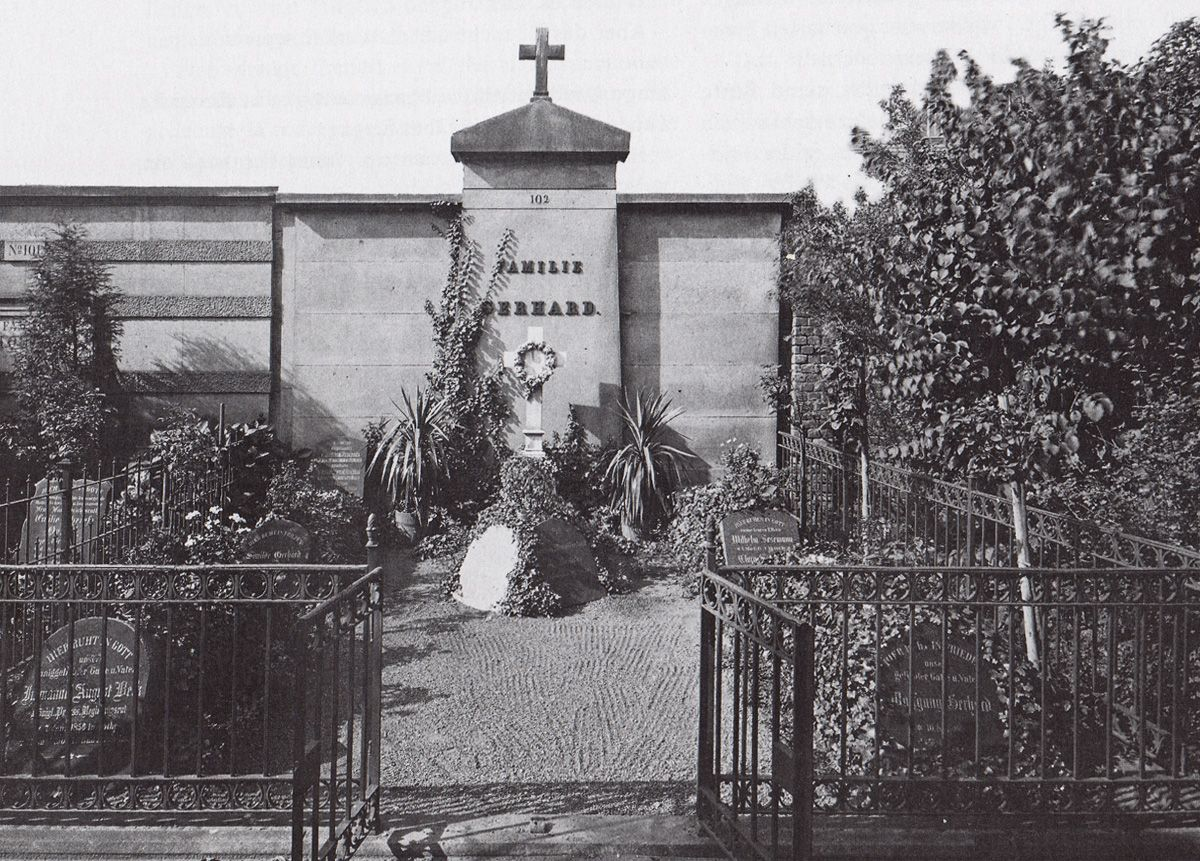
Sepultura da família Gerhard

## Sepultamentos  notáveis
- Wilhelm Eduard Albrecht (1800–1876)
- Ernst Anschütz (1780–1861)
- Adolph Ambrosius Barth (1827–1869)
- Ernst Emil Paul Barth (1858–1922)
- Gustav Baur (1816–1889)
- Adolf Blomeyer (1830–1889)
- Martin Blüher (1846–1908)
- Julius Blüthner (1824–1910)
- Georg Bötticher (1849–1918)
- Edwin Bormann (1851–1912)
- Friedrich Arnold Brockhaus (1772–1823)
- Heinrich Brockhaus (1804–1874)
- Hermann Brockhaus (1806–1877)
- Clemens Brockhaus (1837–1877)
- Lorenz Clasen (1812–1899)
- Julius Friedrich Cohnheim (1839–1884)
- Hermann Credner (1842–1913)
- Georg Curtius (1820–1885)
- Johann Nepomuk Czermak (1828–1873)
- Ferdinand David (1810–1873)
- Otto Delitsch (1821–1882)
- Rudolf Dietsch (1814–1875)
- Hans Driesch (1867–1941)
- Albert Dufour-Féronce (1798–1861)
- Gustav Heinrich Duncker (?–1882)
- Peter Dybwad (1859–1921)
- Friedrich August Eckstein (1810–1885)
- Gustav Theodor Fechner (1801–1887)
- Fedor Flinzer (1832–1911)
- Emil Albert Friedberg (1837–1910)
- Hermann Traugott Fritzsche (1809–1887)
- Hermann Traugott Fritzsche (Junior) (1843–1906)
- Otto Hermann Fritzsche (1882–1908)
- Hugo Gaudig (1860–1923)
- Wilhelm Gerhard (1780–1858)
- Gustav Friedrich Hänel (1792–1878)
- Moritz Hauptmann (1792–1868)
- Carl Heine (1819–1888)
- Curt Hillig (1865–1939)
- Wilhelm His (1831–1904)
- Franz von Holstein (1826–1878)
- Hermann Joseph (1811–1869)
- Julius Klinkhardt (1810–1881)
- Otto Koch (1810–1876)
- Karl Franz Koehler (1843–1897)
- Karl Krause (1823–1902)
- Ernst Kroker (1859–1927)
- Albrecht Kurzwelly (1868–1917)
- Carl Lampe (1804–1889)
- Paul Lange (1853–1932)
- Rudolf Leuckart (1822–1898)
- Jacob Bernhard Limburger (1770–1847)
- Adolph List (1823–1885)
- Carl Ludwig (1816–1895)
- Anton Mädler (1864–1925)
- Gotthard Oswald Marbach (1810–1890)
- Hermann Masius (1818–1893)
- Wilhelm Maurenbrecher (1838–1892)
- Otto Heinrich Meißner (1843–1912)
- Paul Möbius (1866–1907)
- Ignaz Moscheles (1794–1870)
- Oscar Mothes (1828–1903)
- Carl Otto Müller (1819–1898)
- Friedrich Konrad Müller (1823–1881)
- Richard Müller (?–?)
- Carl Gottfried Neumann (1832–1925), matemático
- Adam Friedrich Oeser (1717–1799)
- Johannes Overbeck (1826–1895)
- Oscar Paul (1836–1898)
- Eduard Friedrich Poeppig (1798–1868)
- Eduard Pötzsch (1803–1889)
- Eduard Prell (1814–1898)
- Paul Ranft (1854–1938)
- Anton Philipp Reclam (1807–1896)
- Rudolph Alexander Renkwitz (1828–1910)
- Friedrich Ritschl (1806–1876)
- Wilhelm Roscher (1817–1894)
- Arwed Rossbach (1844–1902)
- Emil Adolf Rossmässler (1805–1867)
- Christian Hermann Schellenberg (1816–1862)
- Adolf Heinrich Schletter (1793–1853)
- Auguste Schmidt (1833–1902)
- Moritz Schreber (1808–1861)
- Paul Robert Schuster (1841–1877)
- Willmar Schwabe (1839–1917)
- Friedrich Herman Semmig (1820–1897)
- Anton Springer (1825–1891)
- Melchior zur Strassen (1832–1896)
- Konrad Sturmhoefel (1858–1916)
- Benedictus Gotthelf Teubner (1784–1856)
- Carl Thiersch (1822–1895)
- Constantin von Tischendorf (1815–1874)
- Carl Bruno Tröndlin (1835–1908)
- Heinrich Gottlieb Tzschirner (1778–1828)
- August Friedrich Viehweger (1836–1919)
- Johann Karl Christoph Vogel (1795–1862)
- Georg Voigt (1827–1891)
- Johann Jacob Weber (1803–1880)
- Bernhard Windscheid (1817–1892)
- Käthe Windscheid (1859–1943)
- Gustav Wohlgemuth (1863–1937)
- Bruno Wollstädter (1878–1940)
- Gustav Wustmann (1844–1910)
- Heinrich Wuttke (1818−1876)
- Friedrich Zarncke (1825–1891)
- Carl Friedrich Zöllner (1800–1860)

## Sepulturas trasladadas para o Alter Johannisfriedhof

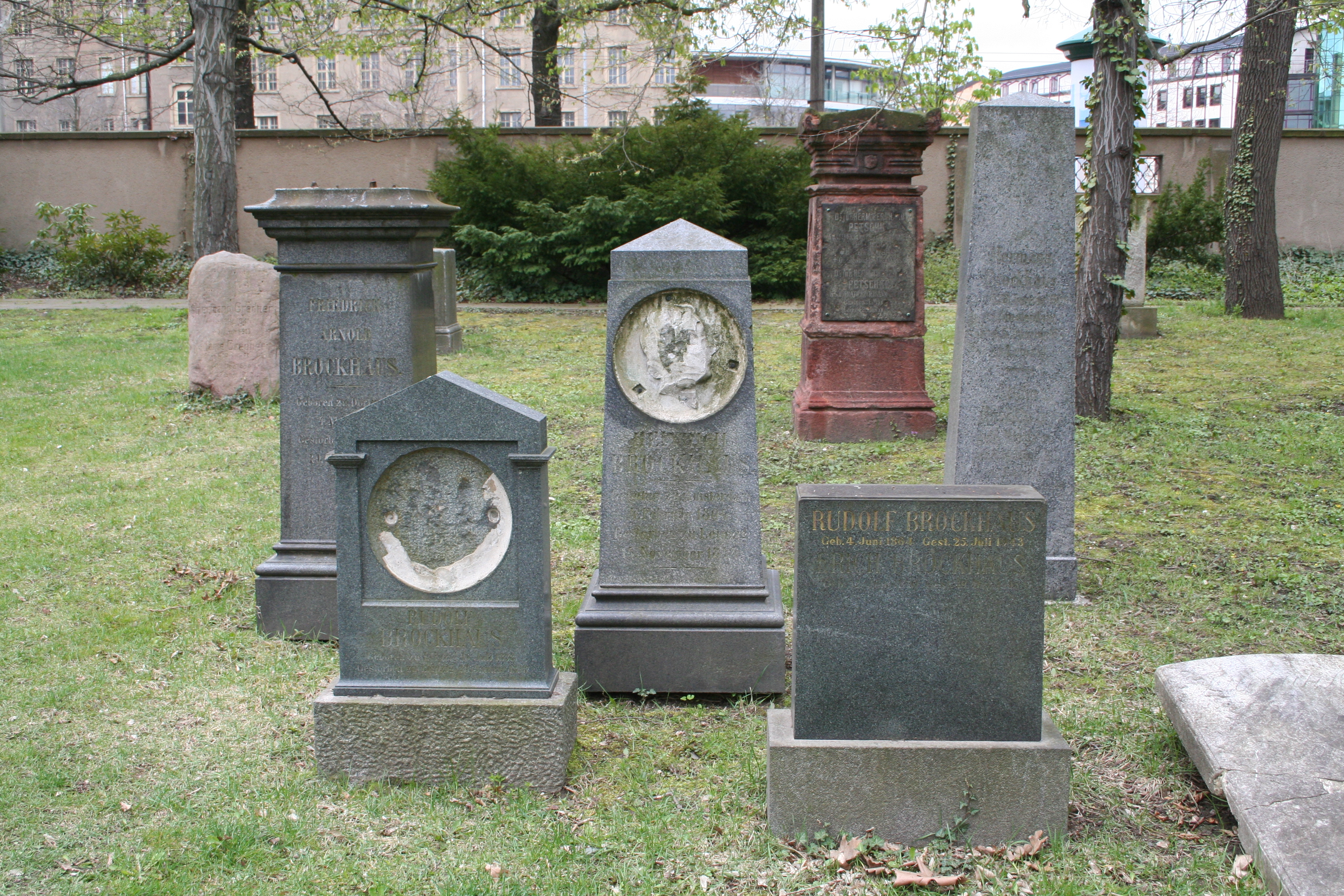
Familie Brockhaus
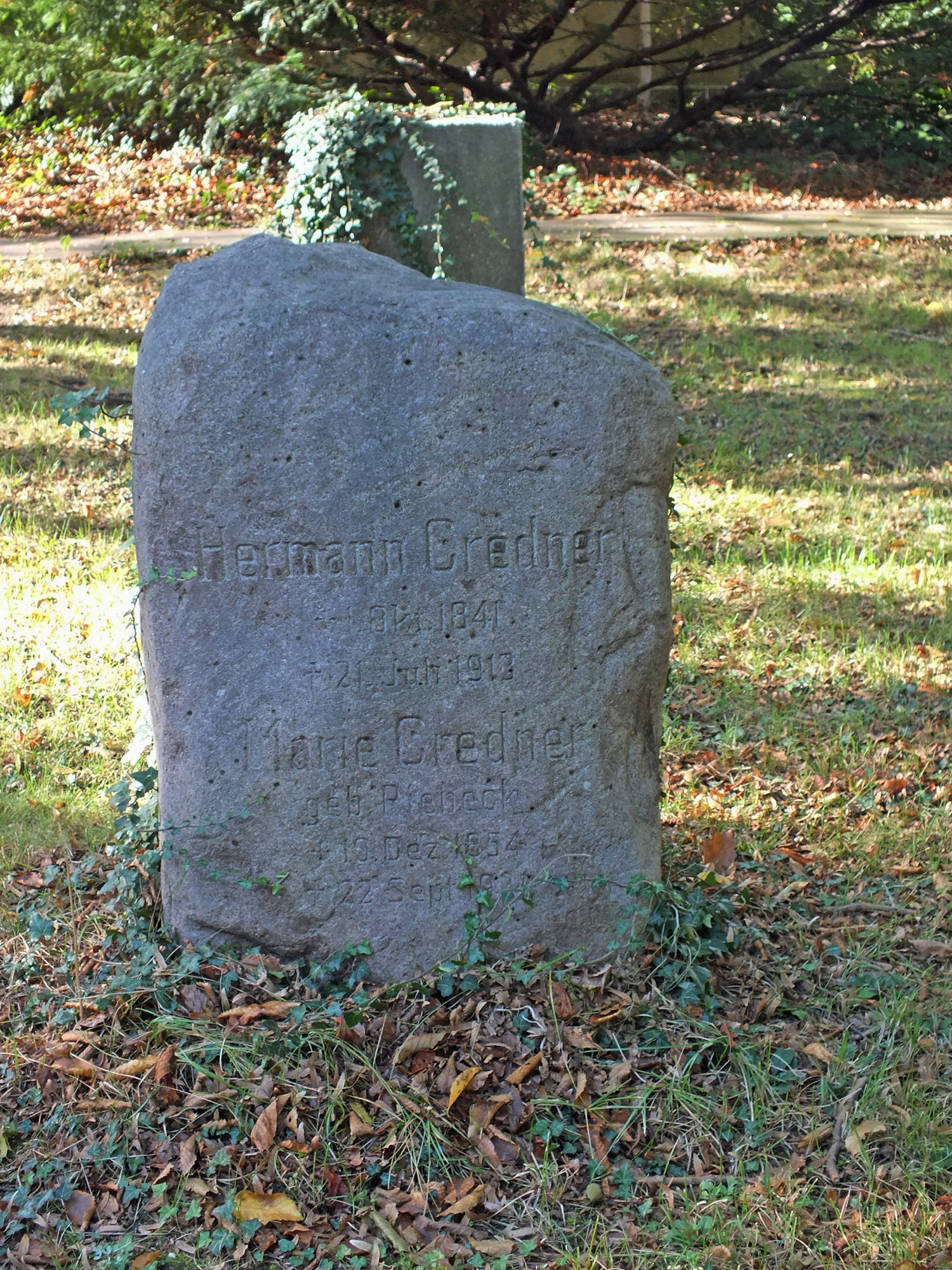
Hermann Credner
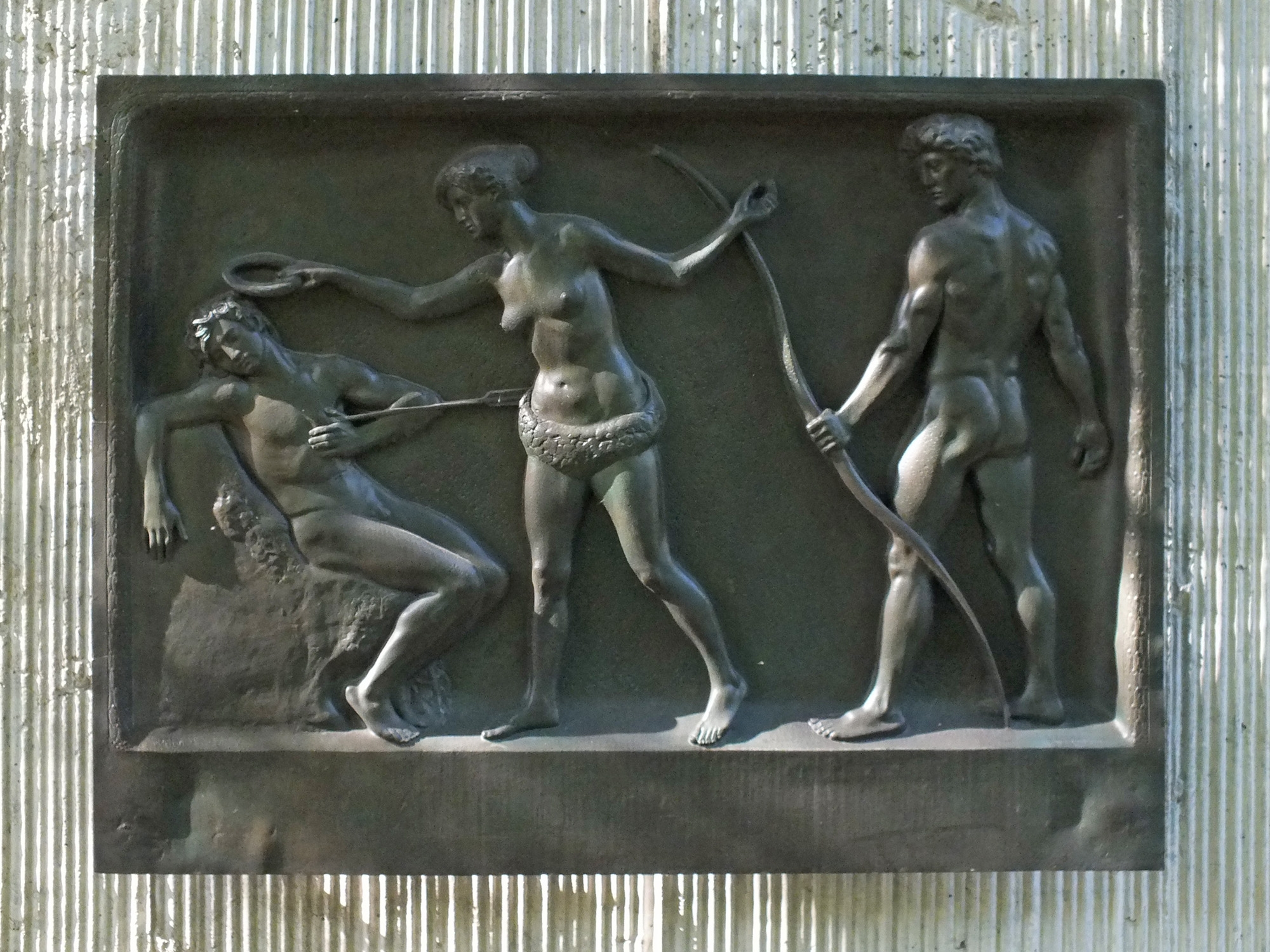
Carl Heine (Bronzerelief von Georg Wrba)
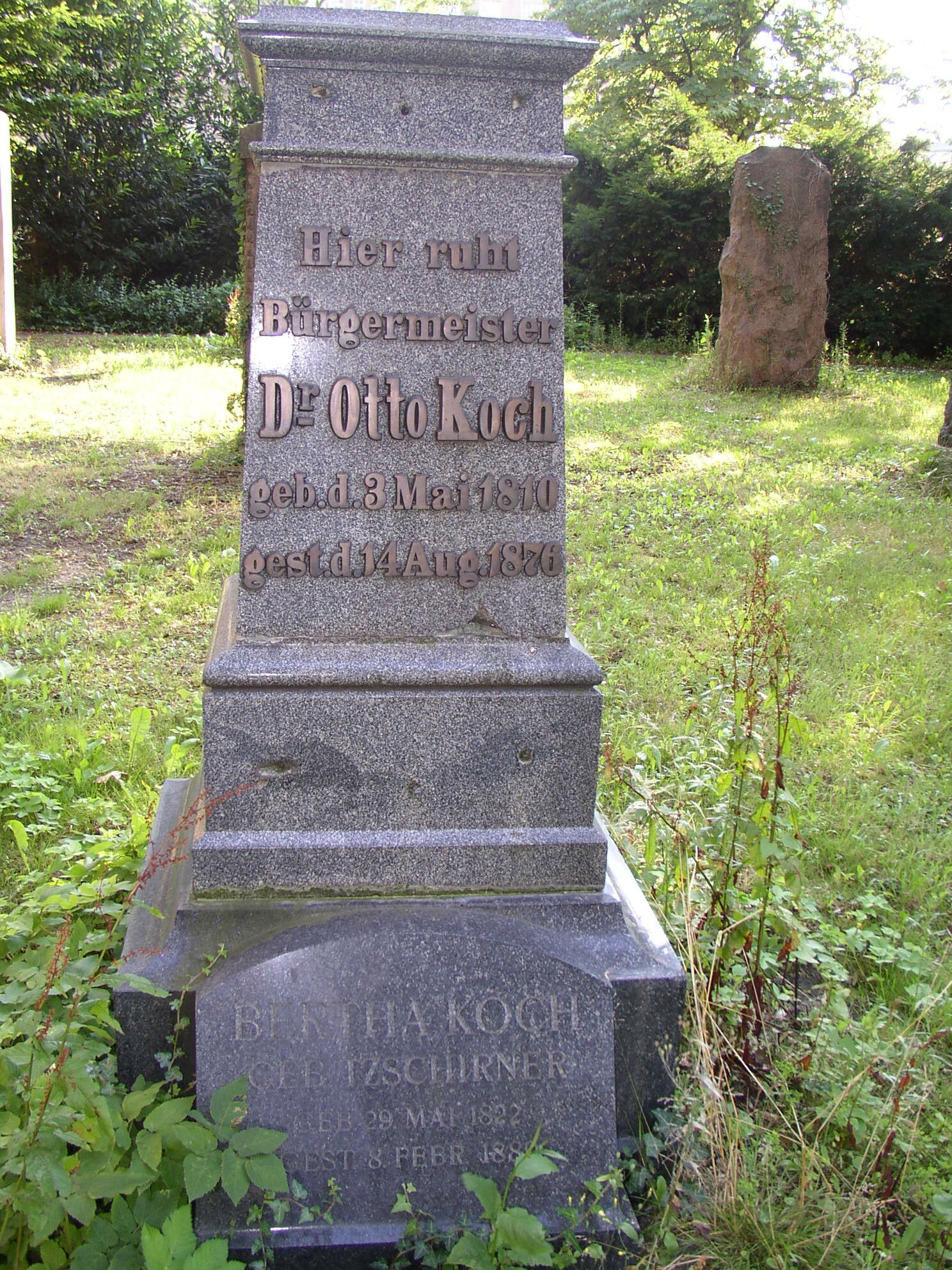
Otto Koch
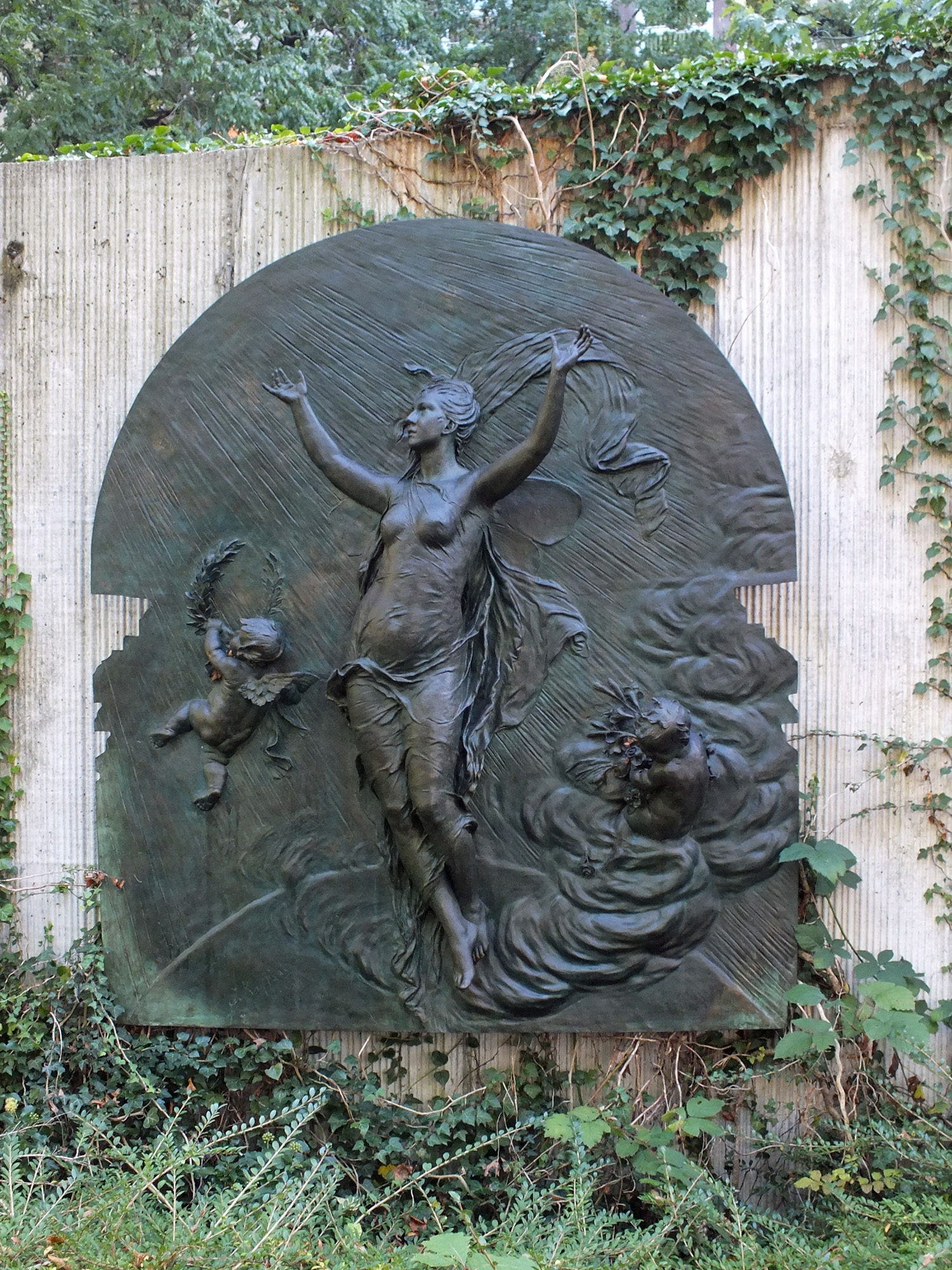
Familie K.F.Koehler (Bronzerelief von Joseph Kaffsack)
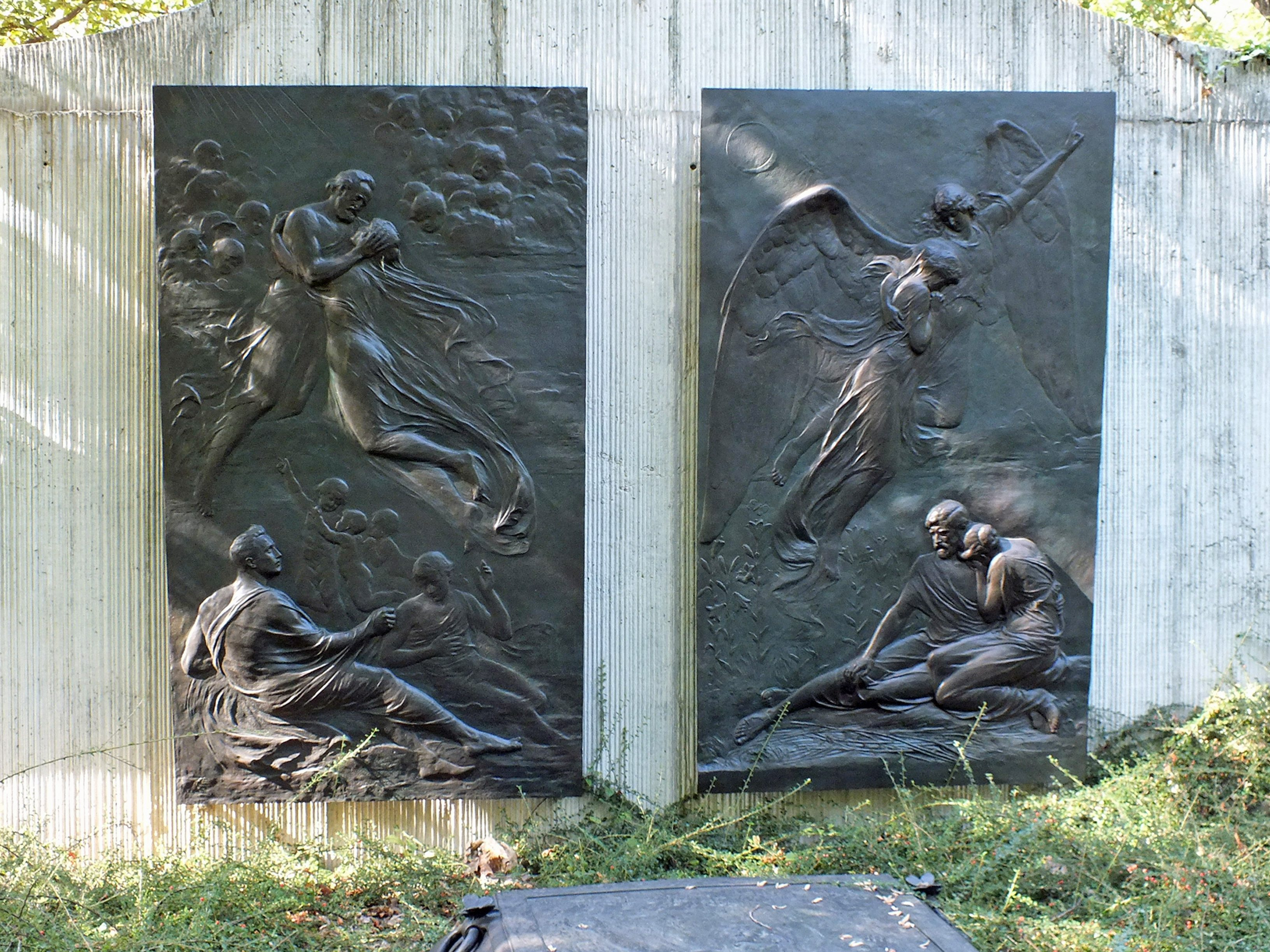
Karl Krause (Bronzereliefs von Adolf Lehnert)
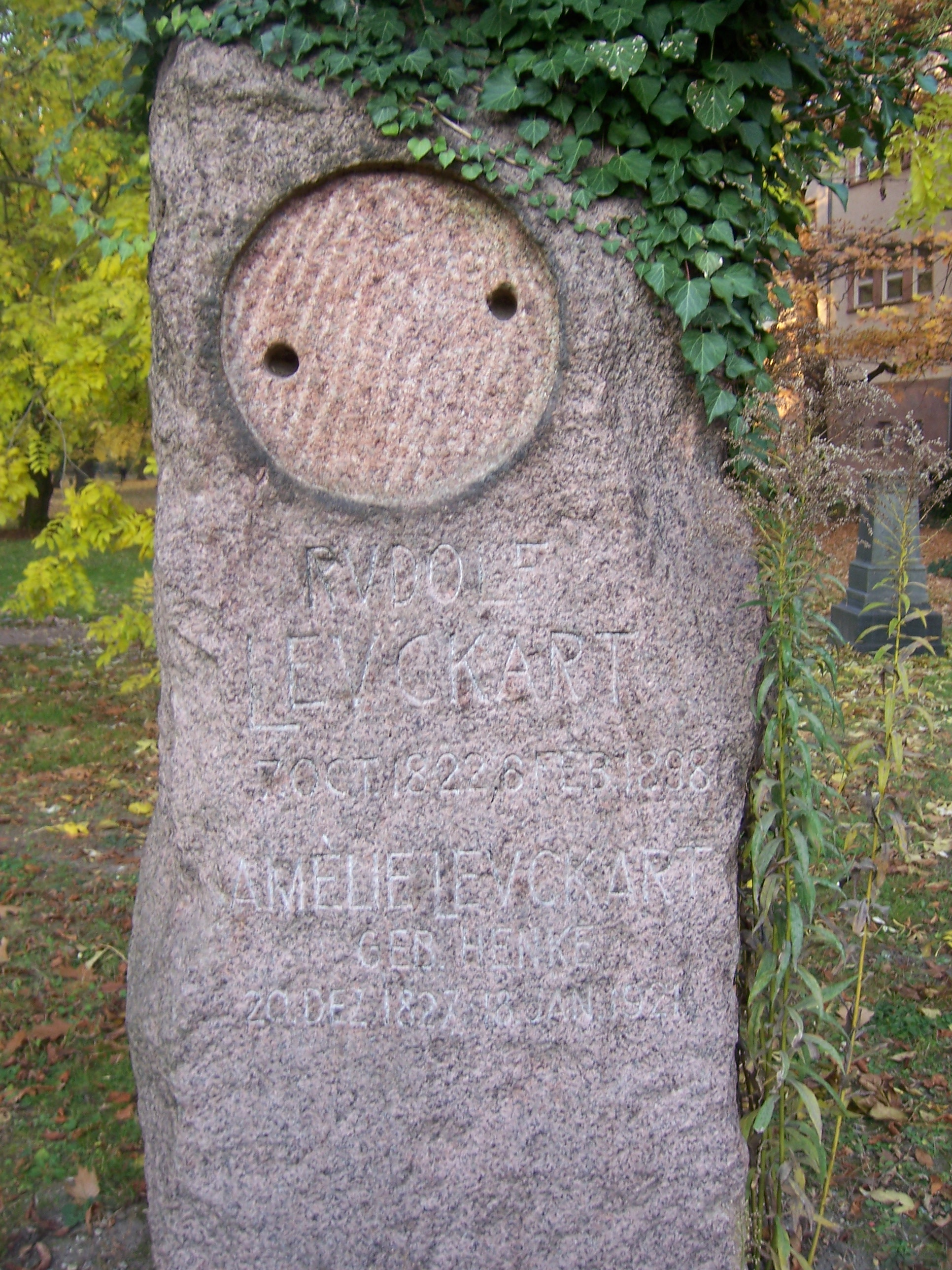
Rudolf Leuckart
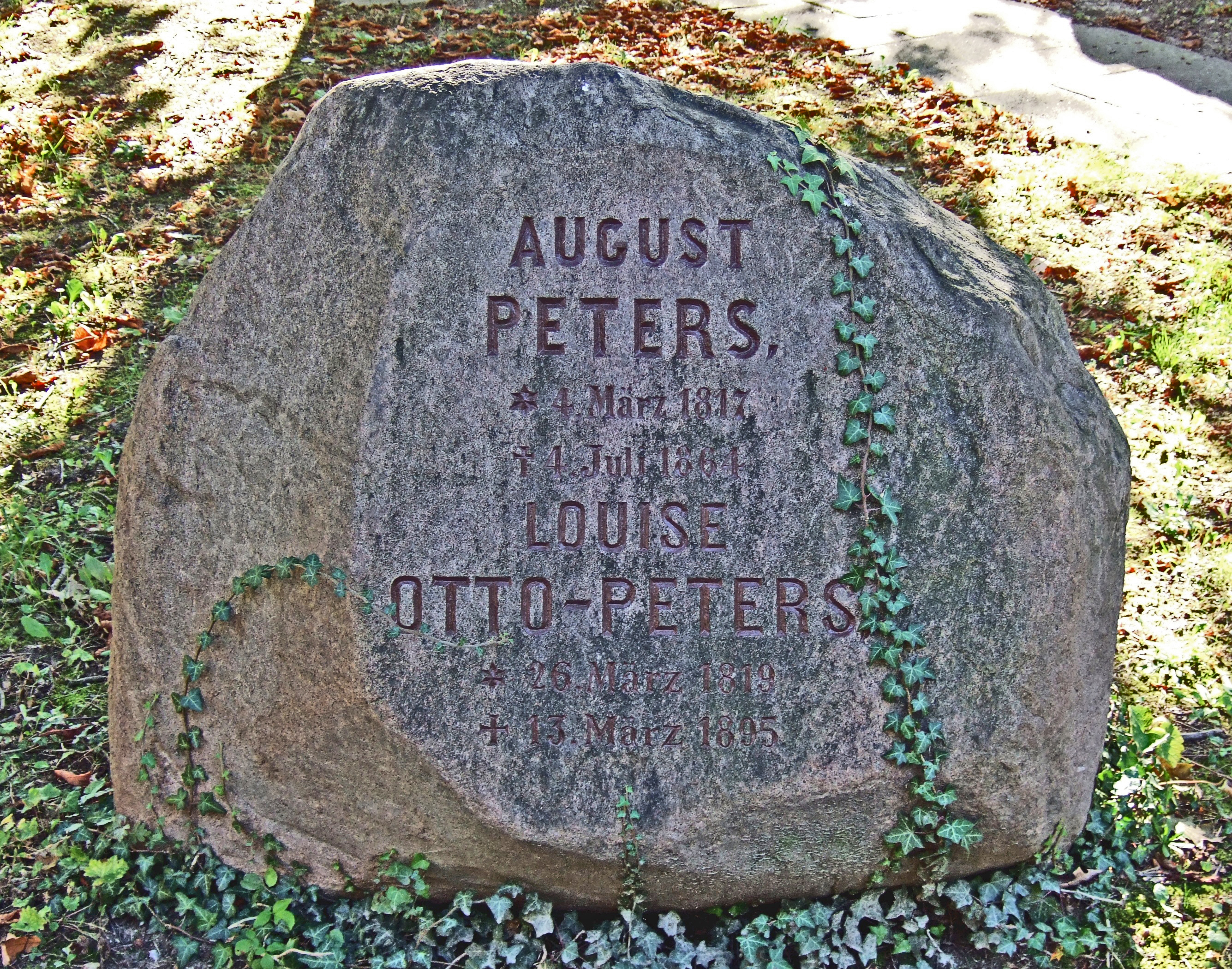
Louise Otto-Peters
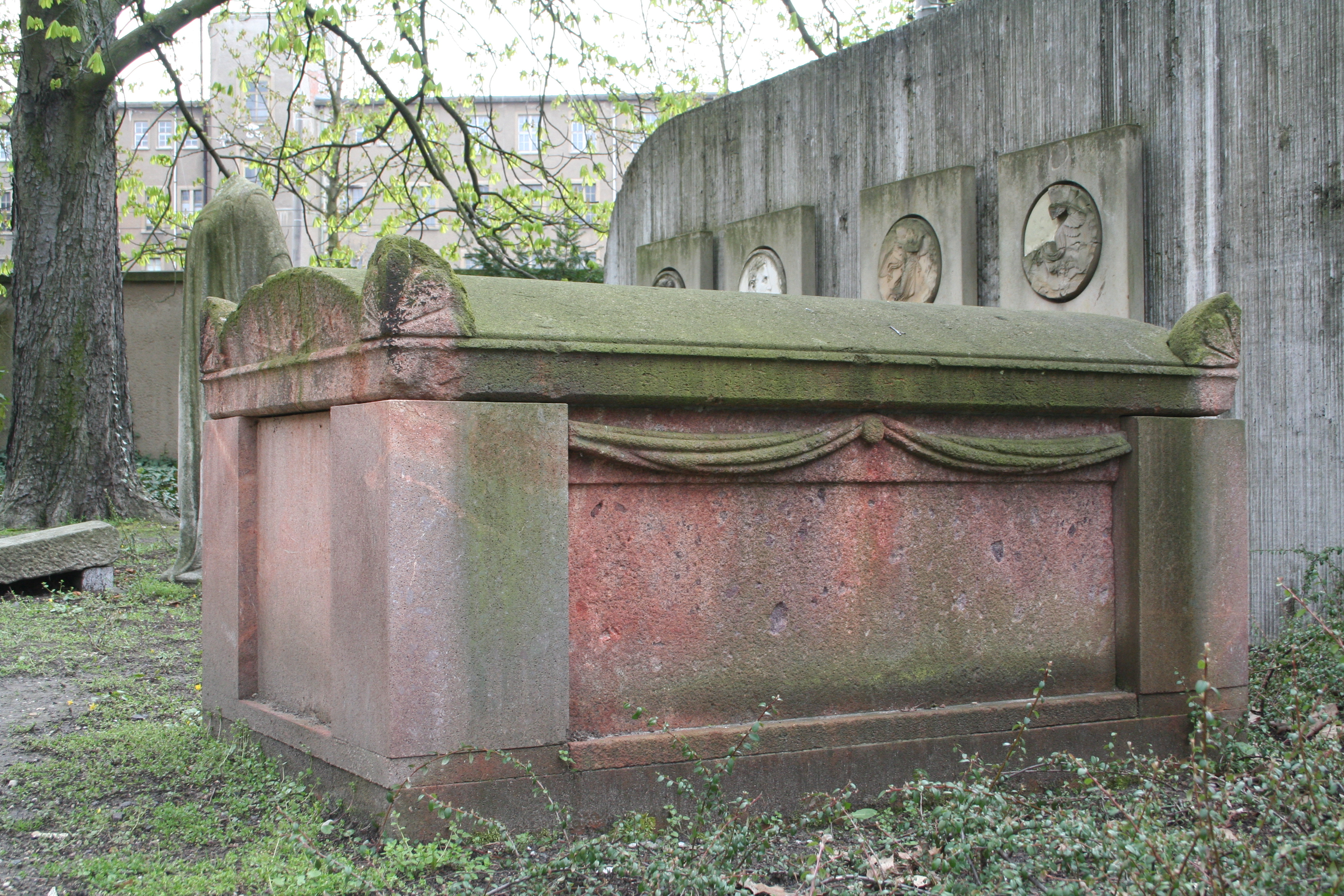
Anton Philipp Reclam
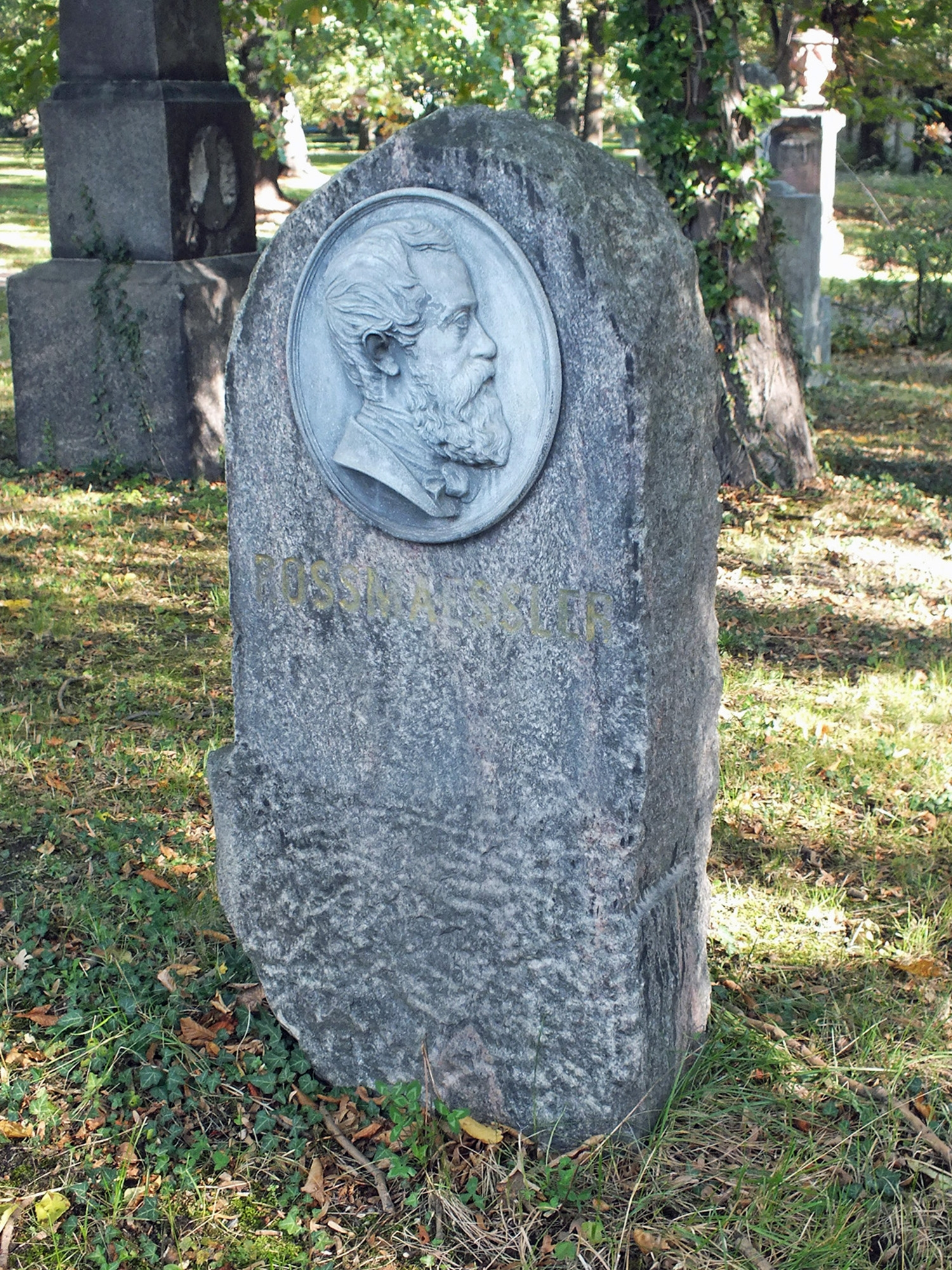
Emil Adolf Rossmässler
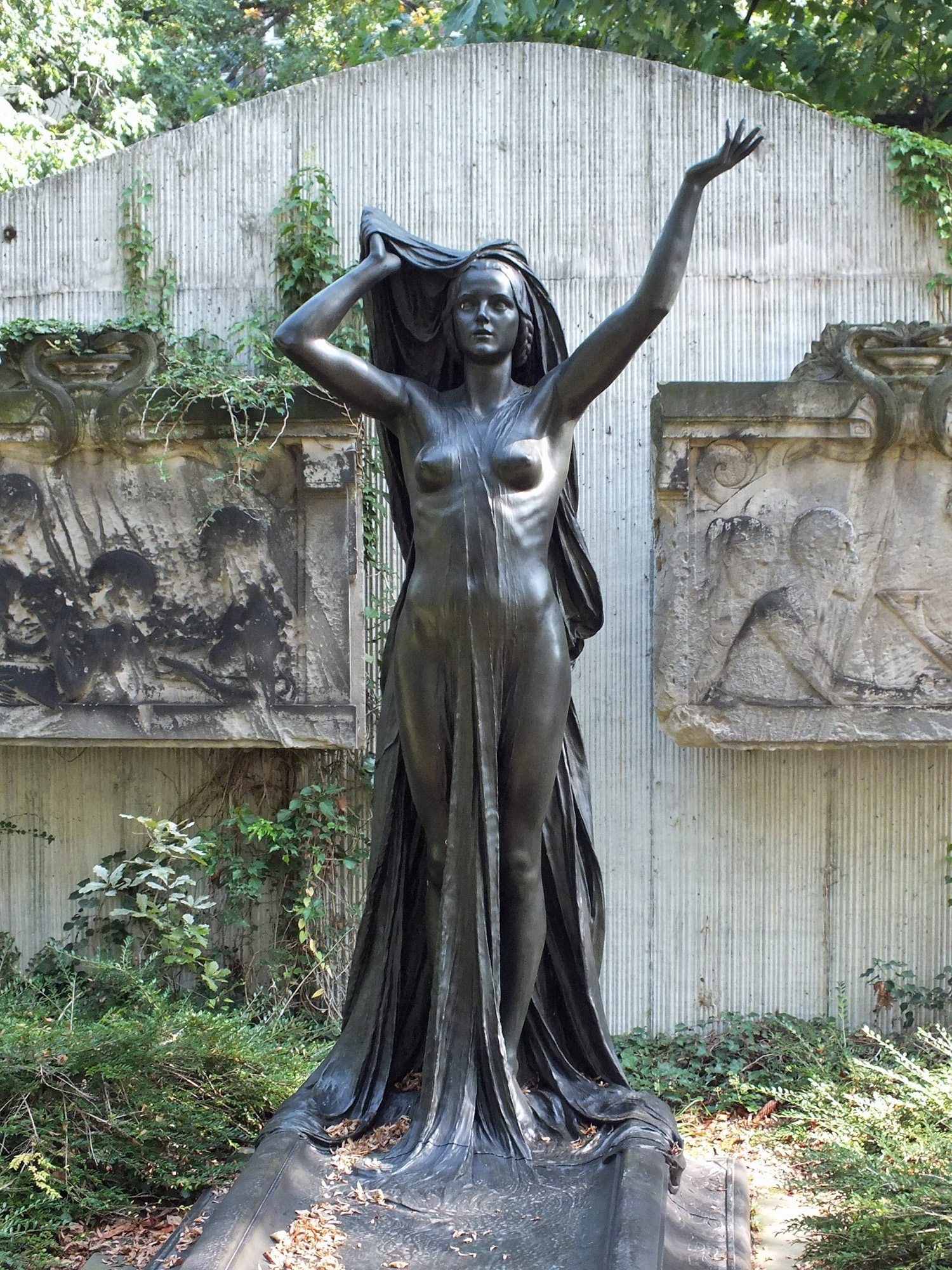
Willmar Schwabe (Plastik von Josef Mágr)
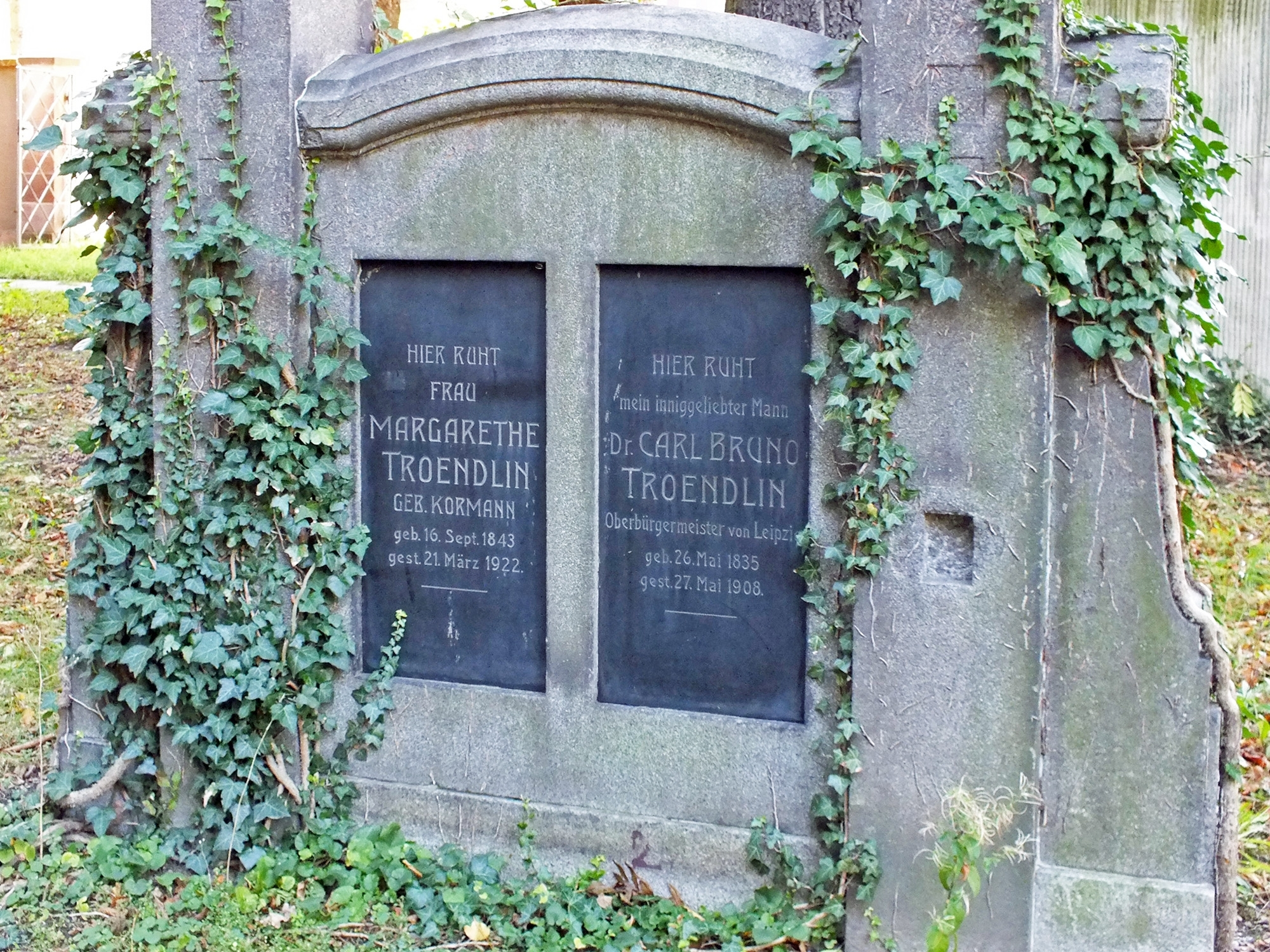
Carl Bruno Tröndlin
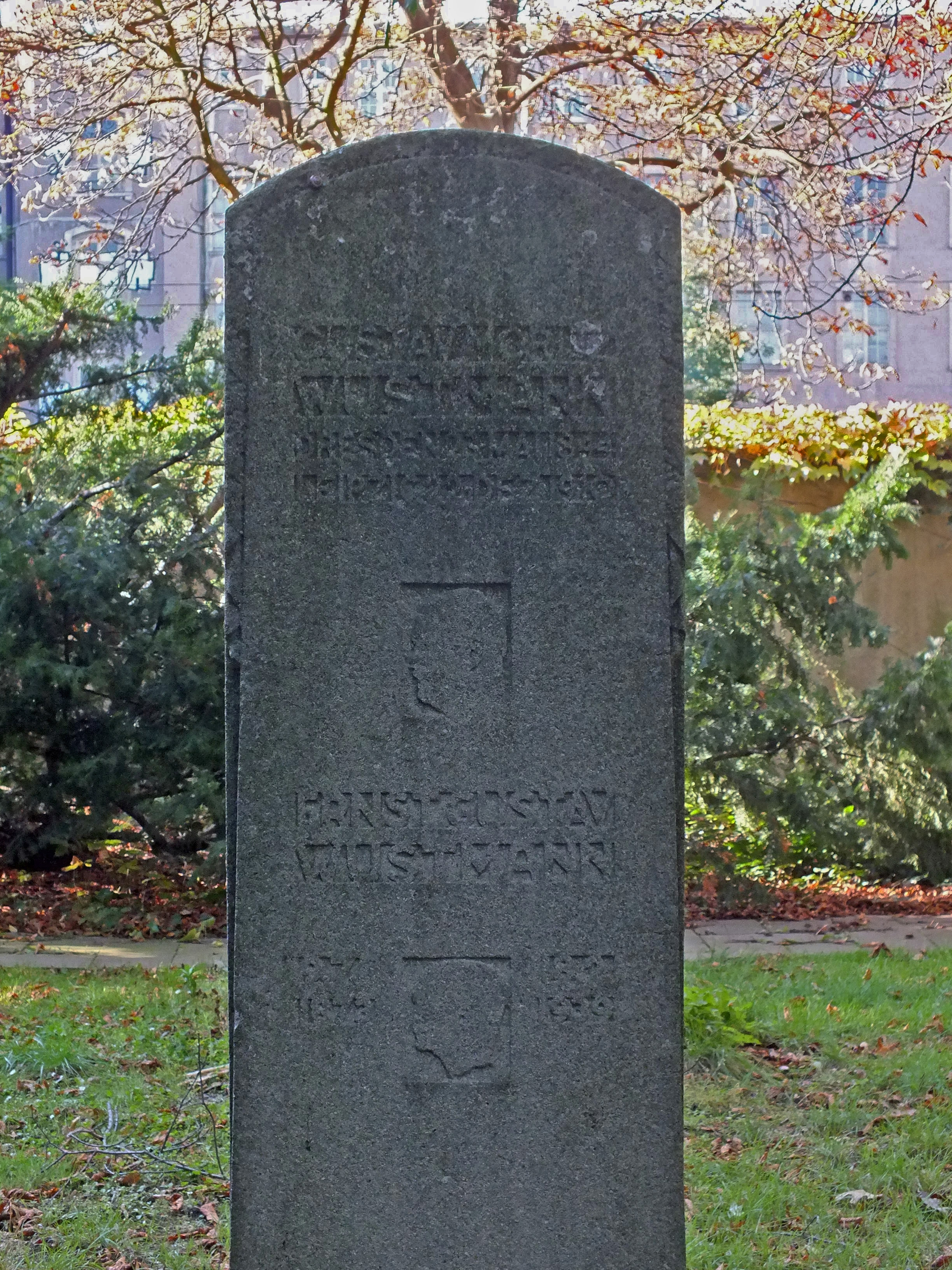
Gustav Wustmann
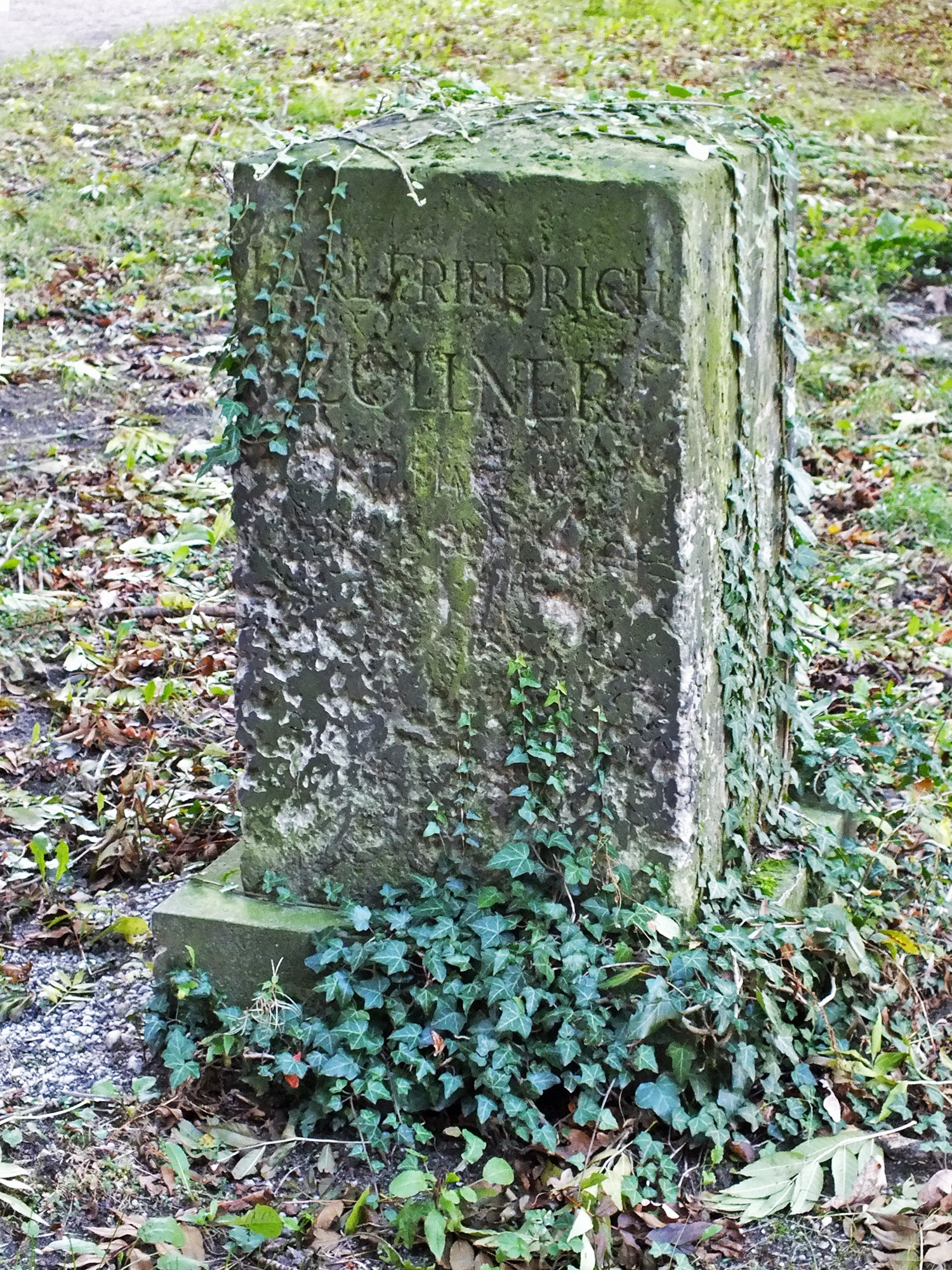
Carl Friedrich Zöllner